# Гёздарья
Гёздарья́ (кит. 盖河, Гайхэ) — река в Синьцзян-Уйгурском автономном районе Китая, на западной окраине Кашгарии.
Гёздарья образуется при слиянии рек Кенгшиберсу и Моджису в горах Западного Куньлуня. Верхнее и среднее течение проходит по широкой межгорной долине. Затем река спускается в Кашгарскую равнину, где теряется в песках.
Длина реки составляет 345 км[уточнить]. Средний многолетний расход воды — 22 м³/с. Площадь бассейна — 14,6 тыс. км².
Воды реки разбираются на орошение оазисов.